# Rua do Guarda-Mor
A Rua do Guarda-Mor é uma rua em Lisboa, Portugal, que anteriormente pertencia à freguesia de Santos-o-Velho, mais precisamente ao bairro da Madragoa. Na sequência da Reforma Administrativa de Lisboa, em 2012, a rua pertence agora à recém-criada freguesia da Estrela. A rua começa na Rua das Trinas e termina na Rua São João da Mata.

## História
Já em 1565, a rua era mencionada como a Rua do Guarda-Mor de Alfândega no Livro do Lançamento. Bernardo Gomes de Brito refere-se a ela como a principal artéria rodoviária de Lisboa do século XVI. Naquela época, estendia-se desde a Rua das Trinas à Rua do Cura. Com o Aviso do Governo Civil de Lisboa, em 1859, a rua foi ampliada para incluir a Travessa da Palha (a antiga Rua da Palha de Santos) entre a Rua do Cura e a Rua São João da Mata.

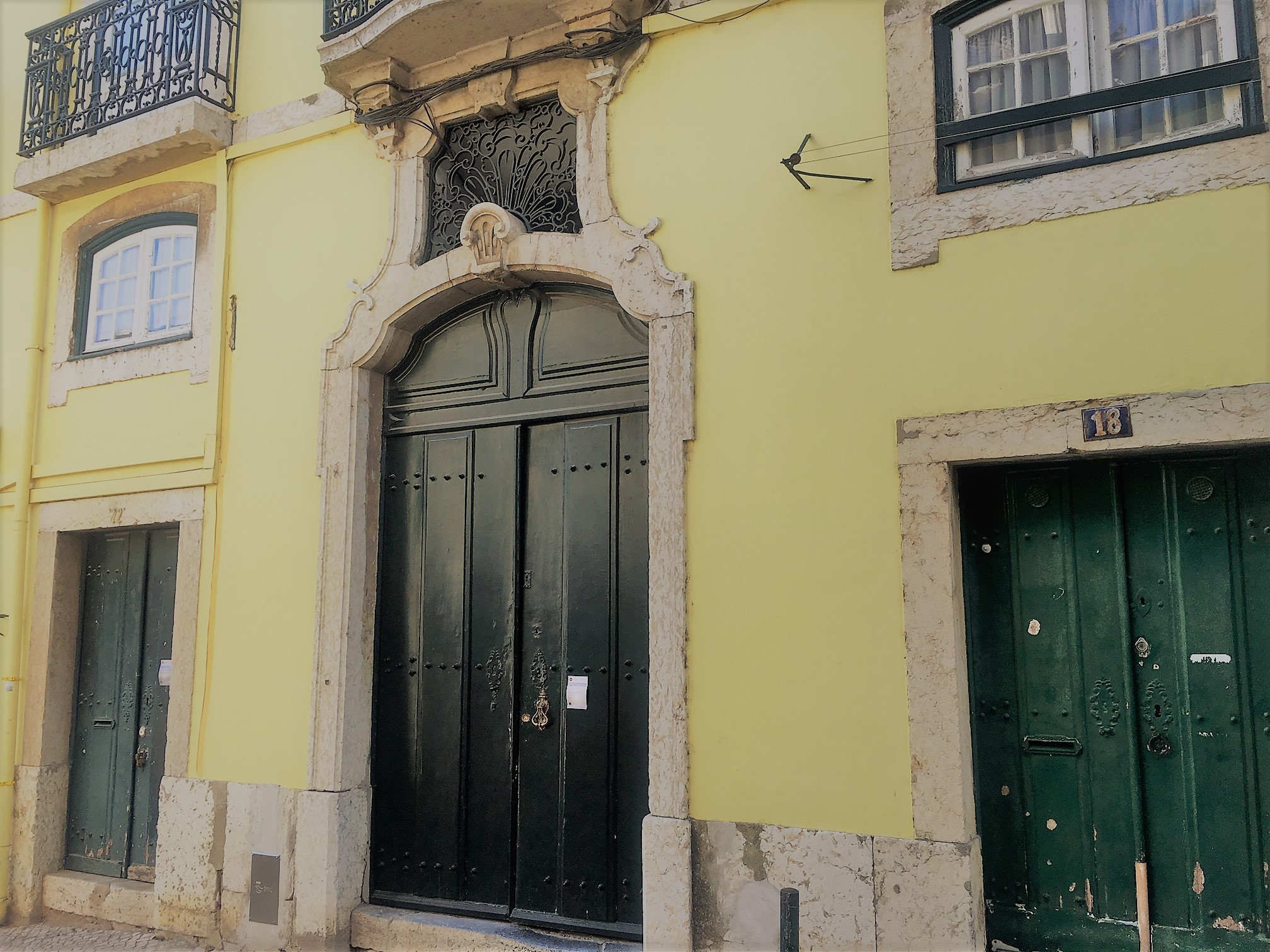
Rua do Guarda-Mor 20

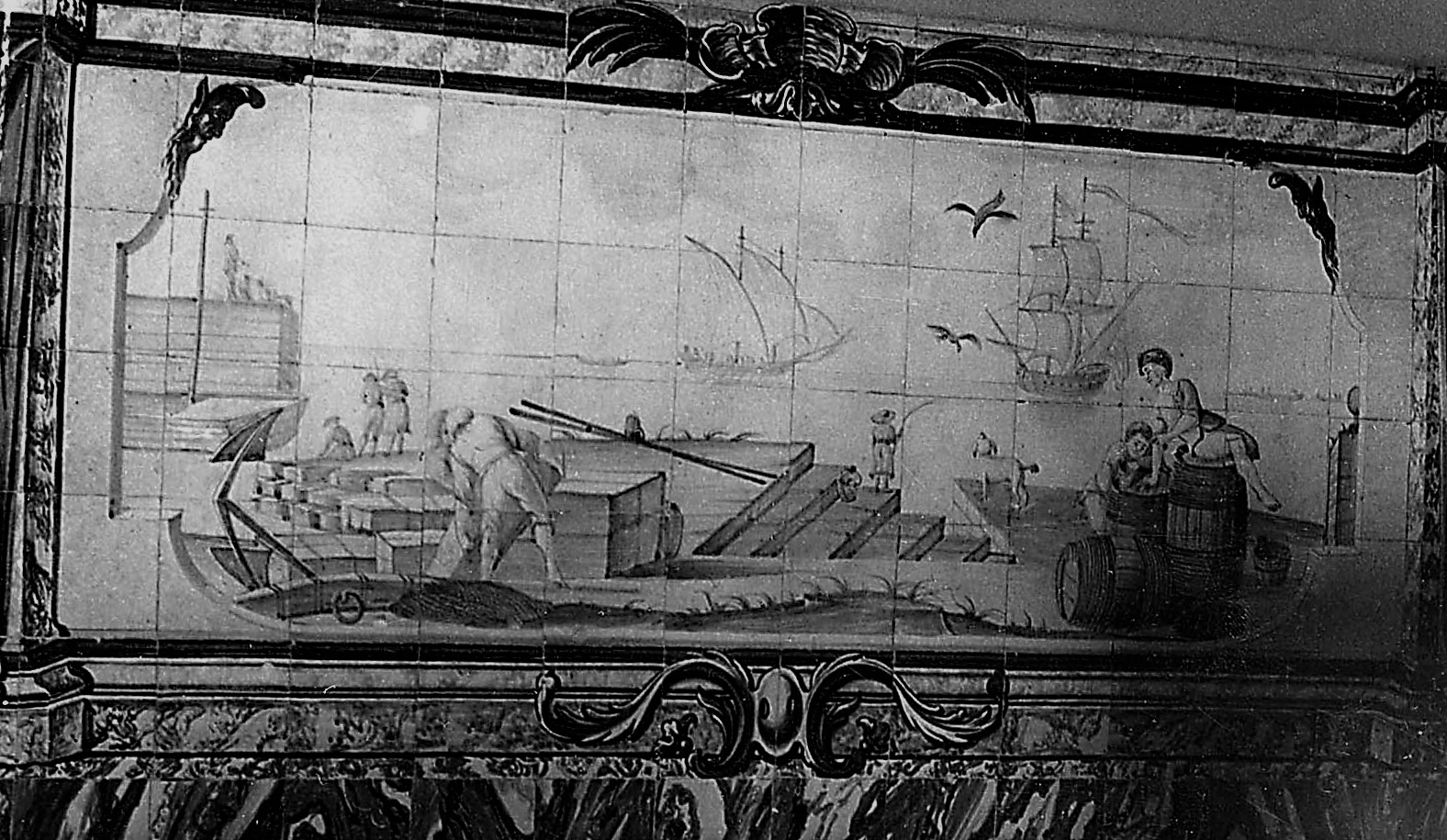
Rua do Guarda-Mor 20, 2°, Ornamento de Azulejos

## Toponímia
O nome da rua tem origem no nobre Manuel de Sande, Guarda-Mor da Alfândega, que ali viveu juntamente com a sua esposa e filha. Ali morreu a 6 de março de 1603.

## Edifícios particulares
- #42-#44: Um ornamento que remonta aos finais do século XVIII, composto de azulejos, decora as paredes do edifício. O ornamento mostra elementos rococós, bem como neoclássicos e representa a figura da Nossa Senhora da Penha de França com o menino Jesus no seu braço esquerdo e um cetro na sua mão direita.[6]
- #39-#43: João de Sousa Pinto de Magalhães viveu e morreu neste edifício na esquina da Rua São João da Mata 16-20 a 1 de maio de 1863.[7]
- #20: Este edifício é um dos edifícios muito raros nesta área que sobreviveu ao terramoto de 1755. No seu segundo andar, ainda subsiste um grande ornamento de azulejos.[8]

## Imagens
| Rua do Guarda-Mor | Rua do Guarda-Mor 42 | Nossa Senhora da Penha de França |
| ----------------- | -------------------- | -------------------------------- |
|                   |                      |                                  |